# Relations entre l'Afghanistan et la Russie
Les relations entre l'Afghanistan et la Russie ont émergé au XIXe siècle. Elles s'inscrivent alors dans le contexte du « Grand Jeu », les affrontements entre la Russie et le Royaume-Uni au sujet de l'Afghanistan de 1840 à 1907. L'Union des républiques socialistes soviétiques (URSS)[Quoi ?] est le premier pays à établir des relations diplomatiques avec l'Afghanistan après la troisième guerre anglo-afghane de 1919. Le 28 février 1921, l'Afghanistan et la Russie soviétique signent un traité d'amitié. L'Union soviétique intervient en Afghanistan contre la révolte basmatchi en 1929 et 1930.
Après la Seconde Guerre mondiale, le Royaume d'Afghanistan et l'URSS établissent des relations amicales, et l'Union soviétique apporte une aide et un développement importants à l'Afghanistan. Après la révolution de Saur, les deux pays signent un traité d'amitié en 1978. En 1979, l'URSS envahit l'Afghanistan lors de l'opération Chtorm-333 et initie ce qui sera appelé la guerre d'Afghanistan. Ce conflit contribue au déclin de la prospérité de l'Afghanistan ainsi qu'au renforcement de l'anarchie et des éléments radicaux dans le pays. Le gouvernement afghan soutenu par l'URSS s'effondre en 1992. Cependant, les relations russo-afghanes s'améliorent quelque peu dans les années qui suivent le conflit. La Russie dispose désormais d'une ambassade à Kaboul et d'un consulat général à Mazâr-e Charîf, et l'Afghanistan possède une ambassade à Moscou.
L'Afghanistan, sous la direction d'Hamid Karzaï, est également l'un des rares pays à avoir reconnu l'annexion de la Crimée par la Russie en 2014.

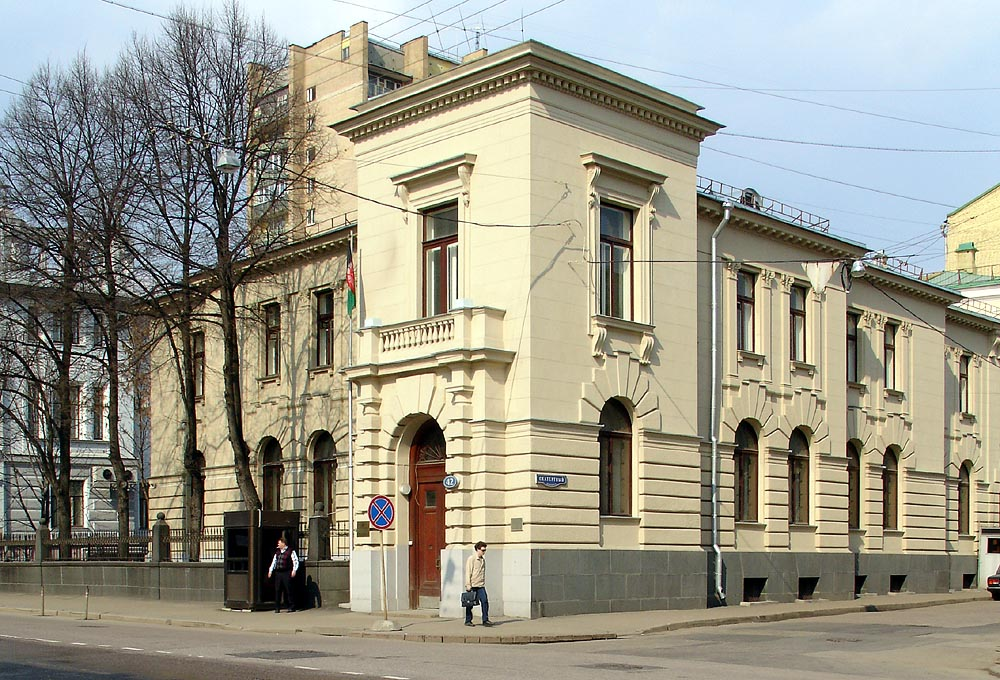
L'ambassade afghane à Moscou.
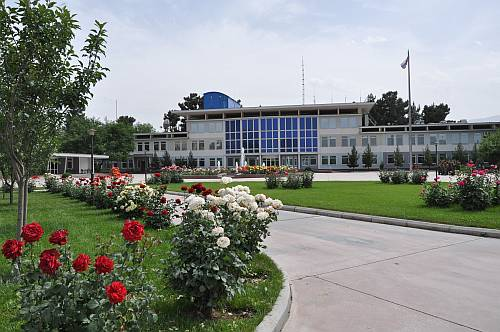
L'ambassade russe à Kaboul.
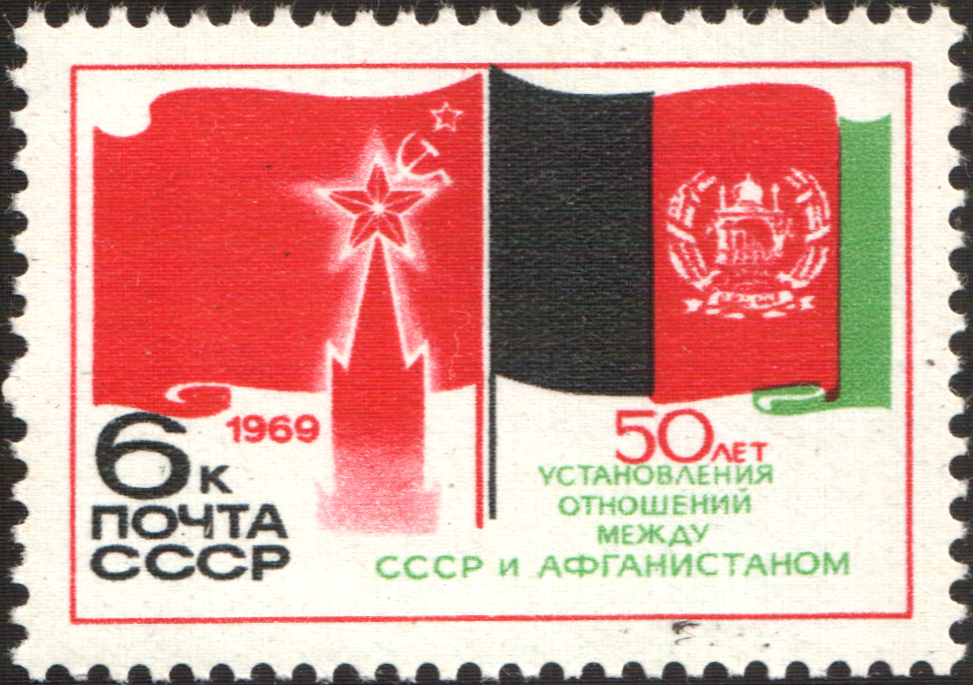
Un timbre-poste soviétique de 1969 en l'honneur des 50 ans des relations entre l'URSS et l'Afghanistan.
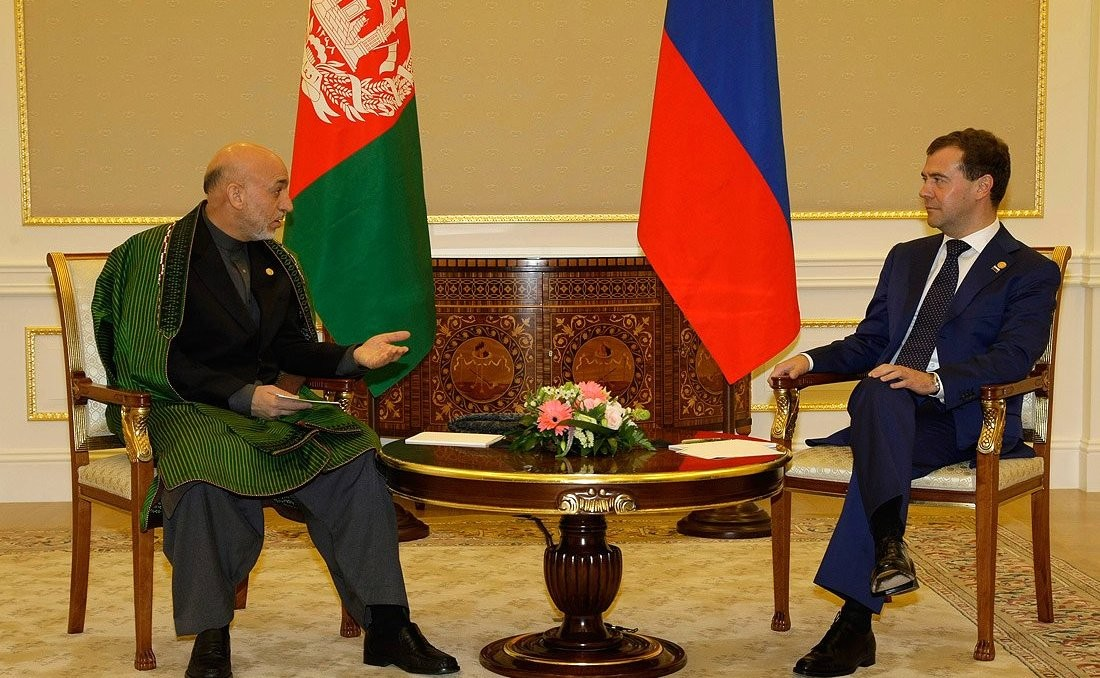
Hamid Karzai et Dmitri Medvedev.